# Liste des gardiens ayant marqué un but en Ligue nationale de hockey

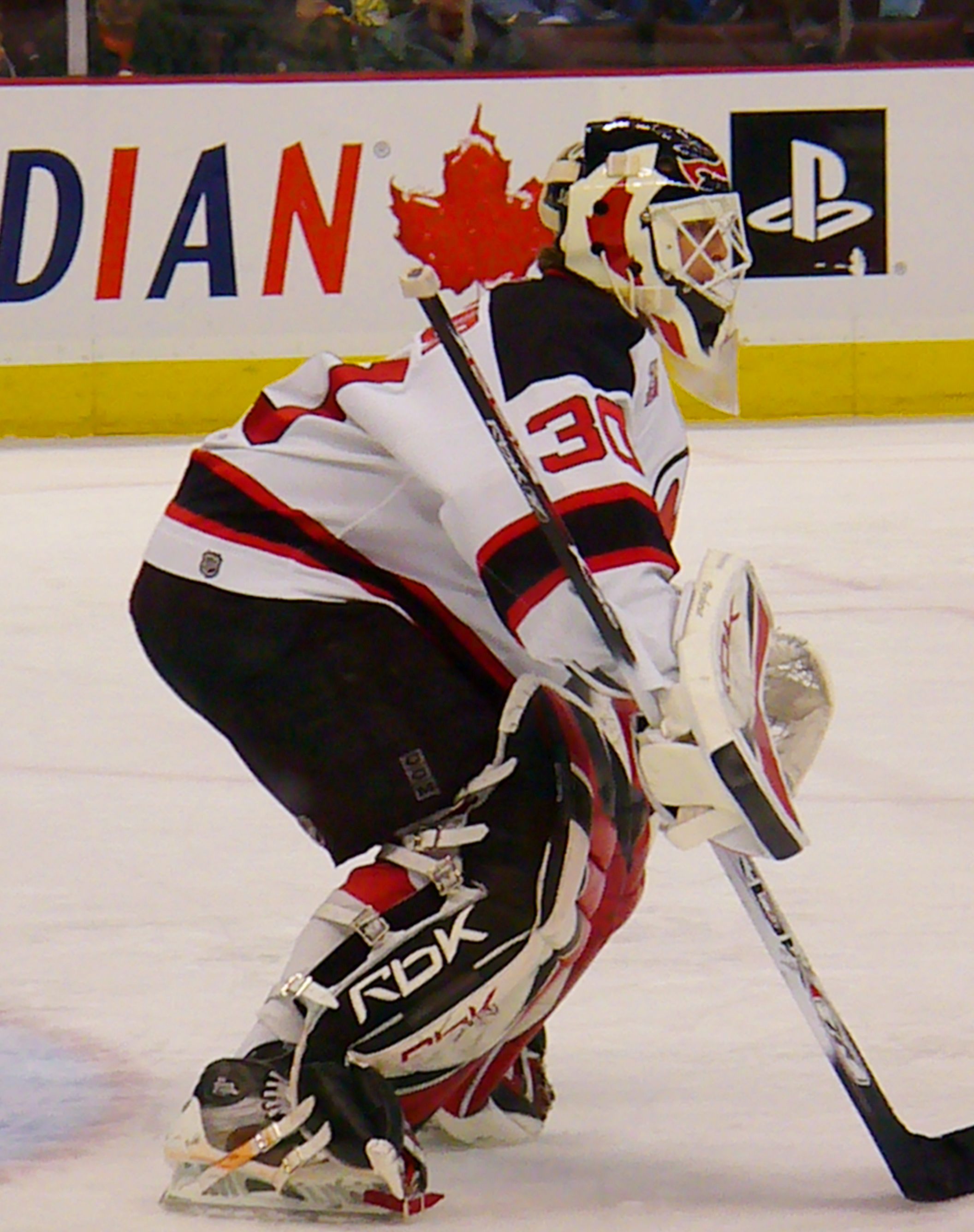
Martin Brodeur, crédité d'un but à trois reprises.

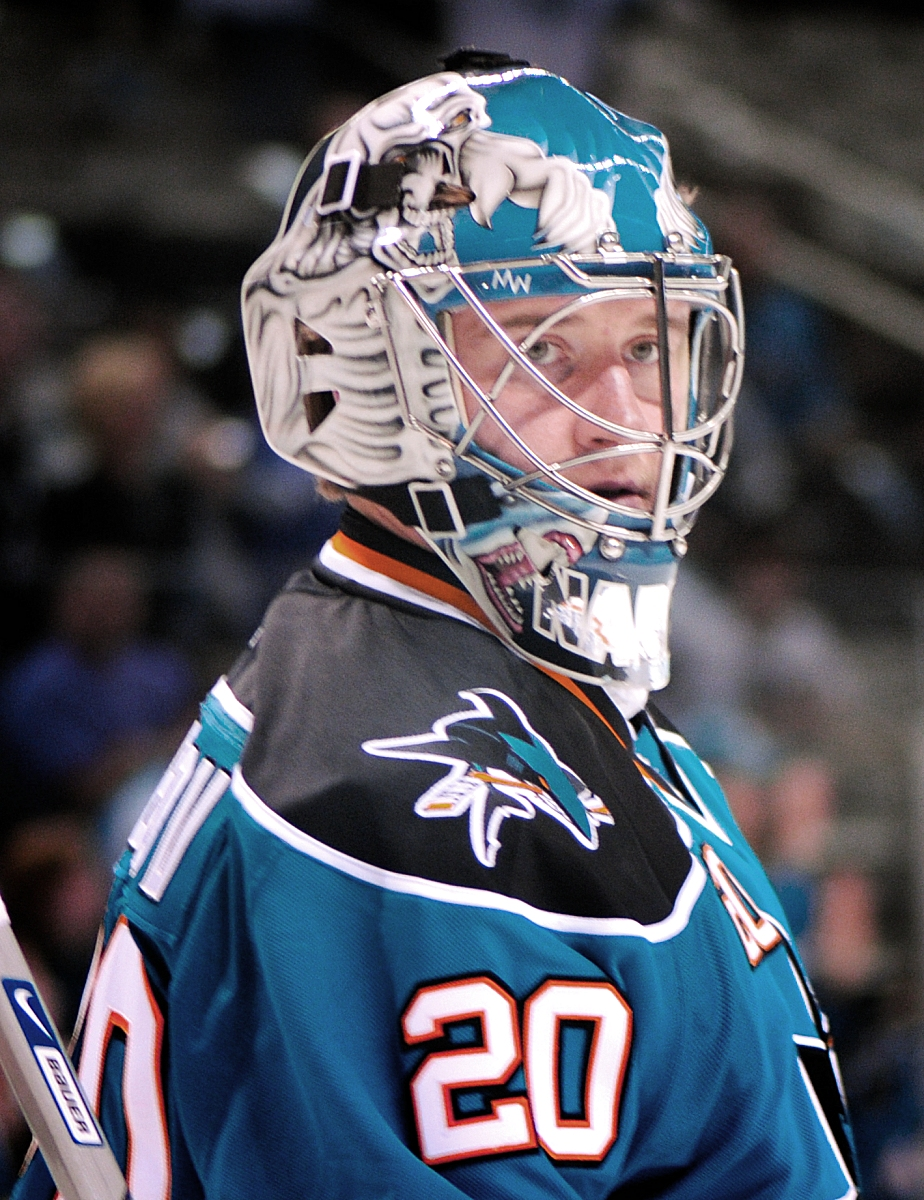
Ievgueni Nabokov est le premier gardien européen à avoir marqué un but.

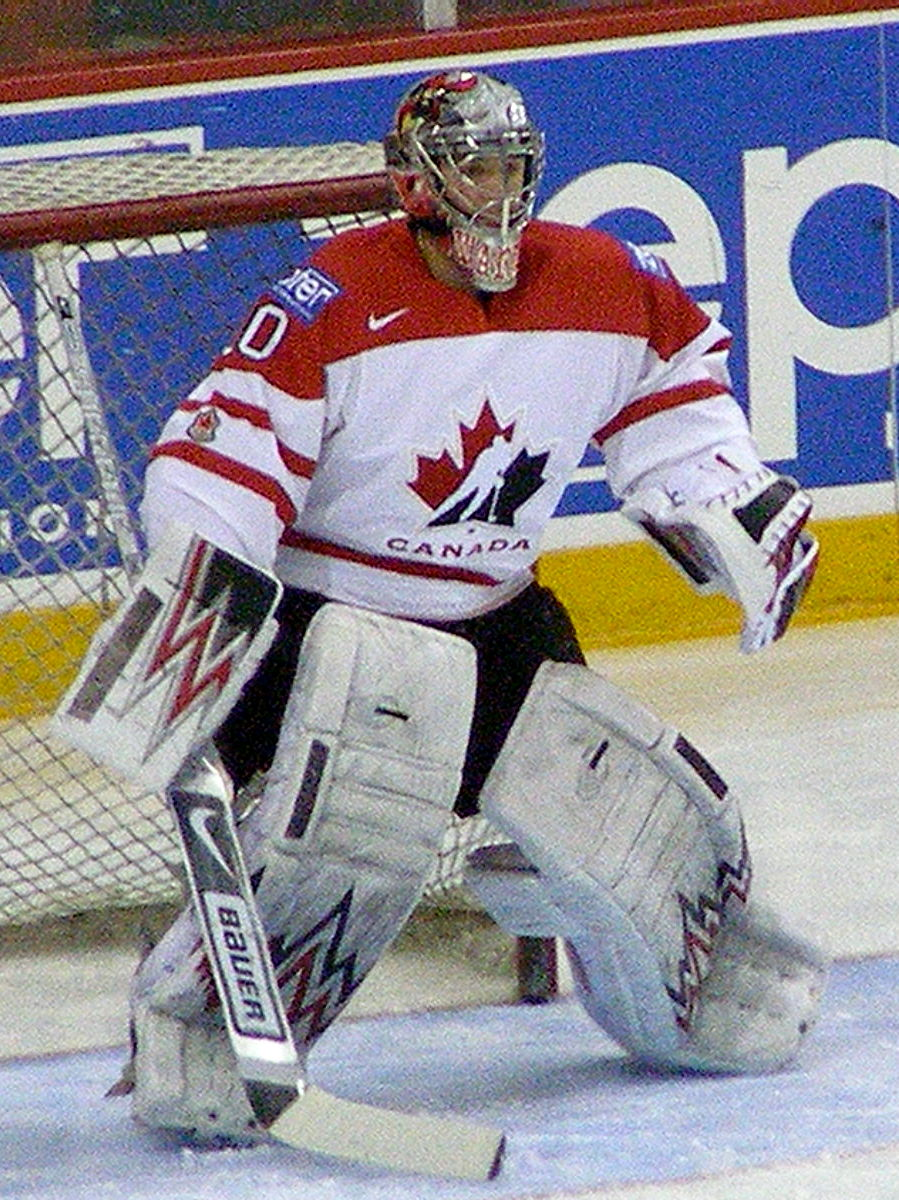
Cam Ward a marqué un but en 2011.

On compte, à ce jour, seize gardiens de but ayant marqué un but en Ligue nationale de hockey. Le poste de gardien de but, en hockey sur glace, oblige le joueur à rester à proximité des cages et à rester en deçà de la ligne centrale de la patinoire. Il est donc à priori impossible que celui-ci puisse marquer un but en condition normale de jeu, sauf si les cages adverses sont vides. Ainsi, les seuls buts marqués par des gardiens dans l'histoire de la Ligue nationale de hockey l'ont été, sans exception, lorsque le gardien des buts adverses était absent des cages. L'exploit dépend également de la trajectoire du tir : celui-ci, qui s'effectue à l'autre extrémité de la patinoire, doit être suffisamment puissant et hors d'atteinte des défenseurs.

## Histoire
Le fait qu'un gardien marque un but dans un match de la Ligue nationale de hockey est considéré comme un exploit. Seuls 19 buts ont été marqués par un gardien dans l'histoire de la ligue, dans un filet désert. Le dernier gardien en date à avoir réalisé cet exploit est l'américain Alexander Nedeljkovic des Penguins de Pittsburgh contre les Sabres de Buffalo le 17 janvier 2025. Le premier gardien de but de l'histoire de la ligue à avoir été crédité d'un but est le canadien Billy Smith des Islanders de New York, lors d'une rencontre contre les Rockies du Colorado le 28 novembre 1979. Ce but a été marqué réellement par un joueur des Rockies, mais les buts « contre leur camp » n'existant pas en hockey sur glace, le dernier joueur adverse à toucher la rondelle est dans ce cas crédité du but. Dans ce match, il s'agissait alors de Smith. Ron Hextall est, le 8 décembre 1987, le premier gardien de but à avoir marqué physiquement un but.
Parmi ces buts, deux ont été inscrits en séries éliminatoires : le premier par Hextall en 1989 et le deuxième par Brodeur en 1997.

## Liste des buteurs
| Nom                   | Nationalité | Franchise                 | Date             | Franchise adverse         | Score final |
| --------------------- | ----------- | ------------------------- | ---------------- | ------------------------- | ----------- |
| Billy Smith           | Canada      | Islanders de New York     | 28 novembre 1979 | Rockies du Colorado       | 4-7         |
| Ron Hextall           | Canada      | Flyers de Philadelphie    | 8 décembre 1987  | Bruins de Boston          | 5-2         |
| Ron Hextall,          | Canada      | Flyers de Philadelphie    | 11 avril 1989    | Capitals de Washington    | 8-5         |
| Chris Osgood          | Canada      | Red Wings de Détroit      | 6 mars 1996      | Whalers de Hartford       | 4-2         |
| Martin Brodeur        | Canada      | Devils du New Jersey      | 17 avril 1997    | Canadiens de Montréal     | 5-2         |
| Damian Rhodes         | États-Unis  | Sénateurs d'Ottawa        | 2 janvier 1999   | Devils du New Jersey      | 6-0         |
| Martin Brodeur        | Canada      | Devils du New Jersey      | 15 février 2000  | Flyers de Philadelphie    | 4-2         |
| José Théodore         | Canada      | Canadiens de Montréal     | 2 janvier 2001   | Islanders de New York     | 3-0         |
| Ievgueni Nabokov      | Kazakhstan  | Sharks de San José        | 10 mars 2002     | Canucks de Vancouver      | 7-4         |
| Mika Noronen          | Finlande    | Sabres de Buffalo         | 14 février 2004  | Maple Leafs de Toronto    | 6-4         |
| Chris Mason           | Canada      | Predators de Nashville    | 15 avril 2006    | Coyotes de Phoenix        | 5-1         |
| Cam Ward              | Canada      | Hurricanes de la Caroline | 26 décembre 2011 | Devils du New Jersey      | 4-2         |
| Martin Brodeur,       | Canada      | Devils du New Jersey      | 21 mars 2013     | Hurricanes de la Caroline | 4-1         |
| Mike Smith            | Canada      | Coyotes de Phoenix        | 19 octobre 2013  | Red Wings de Détroit      | 5-2         |
| Pekka Rinne           | Finlande    | Predators de Nashville    | 9 janvier 2020   | Blackhawks de Chicago     | 5-2         |
| Linus Ullmark         | Suède       | Bruins de Boston          | 25 février 2023  | Canucks de Vancouver      | 3-1         |
| Tristan Jarry         | Canada      | Penguins de Pittsburgh    | 30 novembre 2023 | Lightning de Tampa Bay    | 4-2         |
| Filip Gustavsson      | Suède       | Wild du Minnesota         | 15 octobre 2024  | Blues de Saint-Louis      | 4-1         |
| Alexander Nedeljkovic | États-Unis  | Penguins de Pittsburgh    | 17 janvier 2025  | Sabres de Buffalo         | 5-2         |
| Ilia Sorokine         | Russie      | Islanders de New York     | 1er mars 2025    | Predators de Nashville    | 7-4         |